# Els Plans (Alpens)
Els Plans és una masia d'Alpens  a la comarca del Lluçanès inclòs a l'Inventari del Patrimoni Arquitectònic de Catalunya. Té uns orígens medievals que es remunten més enllà del segle xiv.

## Descripció
Es tracta d'una antiga casa pairal que conforma un conjunt de diferents edificis que han alterat la primitiva orientació envers l'est. Encara se'n conserva l'antic portal adovellat, la teulada és a dues vessants amb desaigua a l'antiga façana principal. Davant hi ha un altre edifici destinat a cabana i femer, amb una bonica volta a l'interior. A l'extrem d'aquest edifici hi ha una petita lliça en la qual hi ha la data de 1673 en la llinda de fusta.
A la façana posterior hi ha una eixida amb cinc arcades de volta rebaixada i al cantó esquerra una cabana modificada amb dues arcades de mig punt, i un rellotge de sol.

## Història
Aquesta masia ja la trobem documentada al segle xvi en l'arxiu parroquial de Santa Maria d'Alpens. Va ser construïda en dues etapes d'edificació: una pels volts de l'any 1673 i una de posterior renovació l'any 1771 com consta en l'antic portal adovellat. La cabana té algunes característiques copiades de la masia del Graell.